# Telchinia masaris
Telchinia masaris is een vlinder uit de familie van de Nymphalidae. De wetenschappelijke naam van de soort is voor het eerst voorgesteld, als Acraea masaris, door Charles Oberthür in een publicatie uit 1893.

## Verspreiding
De soort komt voor op de Comoren.

## Ondersoorten
- Telchinia masaris masaris (Oberthür, 1893) (Anjouan)
- Telchinia masaris jodina (Pierre, 1992)
  - = Acraea masaris jodina Pierre, 1992